# LAN party

LAN party na hru Winter 2004 DreamHack

LAN party je společenská akce trvající zpravidla několik hodin až dní. Na LAN Party se sejde skupina lidí, která má společnou zálibu v počítačových hrách. Za pomoci switche se vytvoří počítačová síť LAN (Local Area Network), díky které se všichni účastníci mohou vzájemně propojit a hrát multiplayerové hry.
Mezi nejčastěji hrané hry patří Counter-Strike, Unreal Tournament, Warcraft, Call of Duty, Team Fortress 2 a mnoho dalších…[zdroj⁠?!]

## Lan párty v roce 2013
Lan-party mají i v dnešní době smysl přestože penetrace Internetu v ČR je velmi dobrá, protože osobní setkání je z principu vždy intenzivnější a zejména ve vypjatých situacích (poslední člen týmu může zachránit situaci) je ten pocit radosti případně zklamání umocněn právě tím osobním kontaktem.

### Populárnímultiplayerovéhry
| Žánry                     | Žánry          | Žánry          | Žánry          |
| ------------------------- | -------------- | -------------- | -------------- |
| MOBA                      | FPS            | RTS            | Simulátory     |
| League of Legends         | Call of Duty   | Warcraft 3     | Dirt 3         |
| Defense of The Ancients 2 | Counter-Strike | StarCraft 2    | Need For Speed |
|                           | Quake 3 Arena  | Age of Empires | FlatOut        |

## Organizace Lan-párty

### Mikro lan-párty
Pro pořádání tzv. mikroLAN (do 10 lidí) poslouží i byt nebo rodinný domek. Mějte na paměti, že LAN se typicky protáhnou do dlouhých ranních hodin, tak dejte pozor abyste nerušili sousedy resp. noční klid . Vhodné je zvážit i možné problémy s odvětráním anebo spaním (za předpokladu, že účastníci na noc nejdou spát domů). Vždy se ujistěte, že každý bude mít kam položit PC (stůl) a na co si sednout (židle).

### Klasická lan-párty
Typicky pořádáno v pronajatých prostorách (sály, restaurace, hospody). Pro cca 10 osob nutno počítat s náklady na pronájem. Dále je doporučováno se s pronajímatelem prostor předem domluvit co je zahrnuto v ceně (typicky: pronájem prostor, použití toalet, elektřina, Internet a topení pokud je třeba).

### Propagace a organizace lan-párty
Pokud organizujete malou lan-párty pro uzavřený počet osob (tzv. mikro lan-párty – viz výše), tak může dobře posloužit např. organizace přes Facebook nebo přes plánovací službu Doodle.com. V případě většího počtu osob nebo pokud počítáte s účastí zcela cizích lidí lze použít i specializované weby.
Nejčastějším způsobem propagace LAN Párty jsou sociální sítě a internetové portály zaměřené přímo na hraní počítačových her nebo jedné konkrétní počítačové hry.